# 宅和本司
宅和 本司（たくわ もとじ、1935年7月18日 - 2024年8月4日）は、日本のプロ野球選手（投手）・コーチ・監督、解説者。
福岡県北九州市門司区出身。パ・リーグ初の投手三冠王を達成している。

## 経歴

### プロ入り前
父・栄蔵は水槽を作ったり、畑仕事、大工をしていた。門司東高校時代はエースとして、2年次の1951年に秋季九州大会優勝の原動力となる活躍を見せるが、3年次の1952年に学校上層部が余計な気を回し、春の選抜出場を控える野球部員の学年末試験を免除し合宿をさせていた事実が発覚。これが問題視され一度は正式に選ばれた代表校の座を返上し、同校は一度も甲子園出場を果たせぬまま2009年3月に閉校となったが、閉校式後の懇親会において学校側から謝罪の気持ちを込めた功労賞が宅和ら当時の野球部OBに贈られた。
門鉄元監督で南海スカウトの石川正二が連日グラウンドに通い、自宅に来た石川は両親に「いい投手になるから、こちらに任せてほしい」と言った。父は「お前が正しいと思うならいいんじゃないか」と言い、母・ツイは何も言わなかった。石川からは『真っすぐで勝負できる投手になりなさい』と言われている。

### 現役時代
卒業後の1954年に南海ホークスへ入団。同期には野村克也、皆川睦男がいる。バッテリーを組んだ野村とは大阪・初芝にあった寮で同部屋になったこともあり、野村からはいつも「タク（宅和）、速いな」と言われ、「野球ってええな」と語り合ったこともあった。同年4月4日の対東映戦で先発として初登板し、6回途中2失点で抑える（勝敗つかず）。3度目の先発となった5月1日の対毎日戦で2安打完封勝利を飾って以降はローテーションに入った。同年8月19日の毎日戦では延長10回表2死まで無安打1四球に抑えるが、呉昌征に左前安打されてノーヒットノーランを逃す。さらに、同年9月12日の対東映戦では8回まで無安打無四球に抑えるが、9回裏先頭の水上静哉に左前にポテンヒットを打たれて完全試合を逃している。この年南海は、8月下旬から10月初旬にかけて、26勝1敗の驚異的なペースで首位西鉄を追い上げるが、この間宅和は10勝を荒稼ぎしている。シーズンでは26勝9敗、防御率1.58で、最多勝利・最優秀防御率のタイトルを獲得。さらに、表彰タイトルには制定されていなかったが、リーグ最多で新記録となる275奪三振をマーク。この後、新人の最多奪三振はパ・リーグでは1980年の木田勇まで26年間出現しなかった。また、新人王を受賞しているが。同じ高卒ルーキーで後に名球会入りした 梶本隆夫（阪急）は、20勝12敗・防御率2.73の成績を残しながら、その煽りを受け新人王を受賞できなかった。このシーズン、宅和が首脳陣に信頼されていたことをうかがわせるエピソードとして、8月16日の西鉄戦（平和台）がある。この試合では3回裏1死から登板した直後に高倉照幸への初球を暴投した白崎泰夫に代わって、宅和がマウンドに上がり勝利投手となった。
翌1955年も7月中旬までに17勝3敗を記録するなど、前半戦のチームを牽引。シーズンでは24勝を挙げて2年連続で最多勝のタイトルを獲得し、南海のリーグ優勝に貢献した。
しかし、3年目の1956年には腰を痛めて不調に陥ると、8月頃に合宿所で禁止されていた麻雀をやっていることが見つかって、1週間ほど謹慎処分を受ける。さらに、風呂場で転倒して顔を負傷してしまうなどもあり、このシーズン6勝に終わる。以降は極端に登板機会が減少し、わずか1試合の登板に終わった1959年限りで自由契約となる。
1960年に近鉄バファローへ移籍するが、翌1961年限りで現役を引退。故障もあって現役生活は僅か8年であったが、プロ入り最初の2年で50勝（20敗）を挙げるという驚異的な活躍と、その後の急速な衰え振りは余りに対照的で、プロ野球ファンに鮮烈な印象を残した。

### 引退後
引退後は日本球界では一度も現場復帰せず、日本熱学に入社。後には後輩の合田栄蔵も入社し、宅和が課長、合田が係長という間柄になり、1980年には3週間だけ同社野球部のコーチを務めた。
サラリーマン生活の傍らで長年毎日放送解説者（1962年 - 1993年）を務め、落ち着いた穏やかな解説は、関西人の耳に馴染み深かった。
1990年には野球チャイニーズタイペイ代表コーチを務め、1994年には台湾プロ野球・三商タイガースコーチに就任。同年途中から監督に昇格し、1996年シーズン終了後に退団。在任中は高柳秀樹をコーチに招聘したほか、ダイエーで2年間プレーしながら一軍登板は叶わず引退、1992年から打撃投手となっていた中井伸之が1994年に現役復帰を果たし6勝を記録している。
帰国後はGAORA解説者を務めた。
2024年8月4日、肺炎のため大阪市内の病院で死去。89歳没。

## 選手としての特徴
長身からの豪速球とコントロール抜群の縦のカーブを武器とした。

## 親族
のちに南海の後身である福岡ダイエーホークスや大阪近鉄バファローズにも所属した吉田豊彦は遠戚に当たるという（宅和の父が、吉田の父方の祖母ときょうだい）。

## 詳細情報

### 年度別投手成績
| 年 度     | 球 団     | 登 板 | 先 発 | 完 投 | 完 封 | 無 四 球 | 勝 利 | 敗 戦 | セ 丨 ブ | ホ 丨 ル ド | 勝 率 | 打 者 | 投 球 回 | 被 安 打 | 被 本 塁 打 | 与 四 球 | 敬 遠 | 与 死 球 | 奪 三 振 | 暴 投 | ボ 丨 ク | 失 点 | 自 責 点 | 防 御 率 | W H I P |
| --------- | --------- | ----- | ----- | ----- | ----- | -------- | ----- | ----- | -------- | ----------- | ----- | ----- | -------- | -------- | ----------- | -------- | ----- | -------- | -------- | ----- | -------- | ----- | -------- | -------- | ------- |
| 1954      | 南海      | 60    | 31    | 15    | 5     | 2        | 26    | 9     | --       | --          | .743  | 1273  | 329.2    | 207      | 9           | 105      | --    | 14       | 275      | 4     | 0        | 68    | 58       | 1.58     | 0.95    |
| 1955      | 南海      | 58    | 23    | 13    | 4     | 0        | 24    | 11    | --       | --          | .686  | 961   | 244.1    | 176      | 23          | 80       | 5     | 7        | 205      | 4     | 0        | 74    | 66       | 2.42     | 1.05    |
| 1956      | 南海      | 24    | 9     | 1     | 0     | 0        | 6     | 5     | --       | --          | .545  | 316   | 78.2     | 62       | 3           | 24       | 0     | 4        | 44       | 0     | 0        | 22    | 20       | 2.28     | 1.09    |
| 1957      | 南海      | 5     | 2     | 0     | 0     | 0        | 0     | 0     | --       | --          | ----  | 48    | 9.2      | 12       | 0           | 8        | 0     | 0        | 6        | 0     | 0        | 9     | 9        | 8.10     | 2.07    |
| 1958      | 南海      | 11    | 1     | 0     | 0     | 0        | 0     | 0     | --       | --          | ----  | 114   | 24.2     | 25       | 1           | 15       | 0     | 0        | 11       | 0     | 0        | 15    | 12       | 4.32     | 1.62    |
| 1959      | 南海      | 1     | 1     | 0     | 0     | 0        | 0     | 1     | --       | --          | .000  | 14    | 3.0      | 4        | 0           | 0        | 0     | 0        | 1        | 0     | 0        | 2     | 1        | 3.00     | 1.33    |
| 1960      | 近鉄      | 6     | 0     | 0     | 0     | 0        | 0     | 0     | --       | --          | ----  | 48    | 11.0     | 12       | 2           | 4        | 0     | 2        | 5        | 0     | 0        | 10    | 9        | 7.36     | 1.45    |
| 1961      | 近鉄      | 3     | 0     | 0     | 0     | 0        | 0     | 0     | --       | --          | ----  | 42    | 8.1      | 13       | 1           | 1        | 0     | 1        | 1        | 2     | 0        | 15    | 6        | 6.00     | 1.68    |
| 通算：8年 | 通算：8年 | 168   | 67    | 29    | 9     | 2        | 56    | 26    | --       | --          | .683  | 2816  | 709.1    | 511      | 39          | 237      | 5     | 28       | 548      | 10    | 0        | 215   | 181      | 2.29     | 1.05    |

- 各年度の太字はリーグ最高

### タイトル
- 最多勝利：2回 （1954年、1955年）※1954年は昭和生まれ初の獲得
- 最優秀防御率：1回 （1954年）
- 最多奪三振：1回 （1954年） ※当時連盟表彰なし、パシフィック・リーグでは、1989年より表彰

### 表彰
- 新人王 （1954年）

### 記録
初記録
- 初登板：1954年4月4日、対東映フライヤーズ5回戦（駒澤野球場）
- 初勝利：1954年5月1日、対毎日オリオンズ7回戦（大阪スタヂアム）

その他の記録
- 投手三冠王：1回 （1954年）※史上6人目、パ・リーグ初、昭和生まれ初。19歳シーズンでの達成は史上最年少
- シーズン275奪三振（1954年）※高卒新人記録
- シーズン5完封、329.1投球回（1954年）※ともにパ・リーグ新人記録
- シーズン26勝（1954年）※2リーグ制以降の高卒新人記録
- 初登板から被本塁打0継続：131回2/3 ※史上最長[17]
- オールスターゲーム出場：1回 （1955年）

### 背番号
- 32（1954年 - 1959年）
- 23（1960年 - 1961年）
- 71（1994年 - 1996年）

## 関連情報

### 出演番組
- MBSベースボールパーク - MBSラジオのプロ野球中継の現行タイトル。
- スーパーベースボール - テレビ朝日（毎日放送がネットを組んでいた当時は、NETテレビ）系列のプロ野球中継の現行タイトル。
- ALWAYS Baseball - テレビ東京（毎日放送がネットを組んでいた当時は、東京12チャンネル）系列のプロ野球中継の現行タイトル。
- S☆1 BASEBALL - 毎日放送・TBS系列のプロ野球中継の現行タイトル。